# Amable Audin
Amable Audin (Lione, 25 luglio 1899 – Lione, 25 gennaio 1990), esperto del periodo gallo-romano di Lugdunum.

## Biografia
Figlio dello stampatore Marius Audin e fratello dell'editore Maurice Audin, appartenne a una famiglia molto antica di umanisti e tipografi lionesi. Da giovane si appassionò all'archeologia e svolse la prima ricerca a vent'anni.
A partire dal 1952, succedette a Pierre Wuilleumier nella direzione delle ricerche sul sito archeologico romano di Fourvière e arricchì il patrimonio antico dell'antica città romana di Lugdunum di tre monumenti maggiori: l'Odeon, il Teatro e lo pseudo-santuario di Cibele.
Curatore delle raccolte gallo-romane della città di Lione, riuscì a convincere il sindaco Louis Pradel della necessità di edificare un museo lionese della civiltà gallo-romana: il Museo gallo-romano di Fourvière fu istituito nel 1975 e Amable Audin ne fu il primo curatore.
Fu membro dell'Académie des sciences belles-lettres et arts de Lyon.

## Opere principali
- Essai sur la topographie de Lugdunum, Lione, Institut des études rhodaniennes de l’université de Lyon (in: Revue de géographie de Lyon, Mémoires et Documents, 11), 1956, 175 p. (III ed. ampliata nel 1964).
- Lyon, miroir de Rome dans les Gaules (coll. «Résurrection du passé»), Fayard, 1965, 224 p., ill.
- Le bifrons à l'argiletum, Lione, 1971.
- La conspiration lyonnaise de 1790 et le drame de Poleymieux, Éditions lyonnaises d'art et d'histoire, 1984.
- Les Fêtes Solaires - Essai sur la religion primitive, Presses Universitaires de France (Collection Mythes et Religions), 1945.

### In collaborazione
- con Paul-Louis Couchoud: L'ascia: instrument et symbole de l'inhumation, Presses universitaires de France, Parigi, 1952.

## Aneddoto
Amable e Maurice Audin condividevano uno stesso ufficio; Amable si occupava talvolta di edizioni e Maurice di archeologia.